# Національний інститут здоров'я і досконалості допомоги
Національний інститут здоров’я і досконалості допомоги (англ. National Institute for Health and Care Excellence, NICE) — виконавчий позавідомчий державний орган Департаменту охорони здоров'я Об'єднаного Королівства.  Він служить як Англійській, так і Валійській Національній службі охорони здоров'я (англ. National Health Service, NHS). Установу було засновано як Національний інститут клінічної досконалості (англ. National Institute for Clinical Excellence, NICE) у 1999, а 1 квітня 2005 його було об'єднано з Агенцією охорони здоров'я. Нове установа отримала назву Національний інститут здоров'я і клінічної досконалості (англ. National Institute for Health and Clinical Excellence) хоча абревіатура так і залишилась NICE. Відповідно до Акту про медичну та соціальну допомогу 2012 року, 1 квітня 2013 року NICE був перейменований у Національний інститут здоров'я і досконалості допомоги, що відображає його нові обов'язки не лише в медичній, але й соціальній допомозі та переформатування з спеціалізованою установи охорони здоров'я у Виконавчий позавідомчий державний орган (англ. Executive Non-Departmental Public Body, ENDPB).
NICE публікує настанови у чотирьох галузях: використання технологій Національними службами охорони здоров'я  (таких як використання нових та наявних медикаментів, лікувальних заходів та процедур); клінічної практики (настанови по відповідних лікуванню та догляду за людьми з певними захворюваннями та станами); настанови для працівників громадського сектора по пропаганді здорового способу життя та уникненні проблем зі здоров'ям; настанови для соціальних служб та тих, кому вони допомагають. Ці оцінки засновані головним чином на співвіднесенні дієвості та економічної ефективності за різних обставин.
NICE було створено як спробу покласти край так званій лотереї за поштовим індексом у системі охорони здоров'я Англії та Уельсу. Така назва відображає те, що  доступність процедур залежала від області обслуговування відповідного управління охорони здоров'я служби NHS території, в якій випало жити пацієнту. Відтоді NICE здобув високу міжнародну репутацію як рольова модель для розробки клінічних настанов.
Одним з аспектів цього є докладне визначення обмежень співвідношення витрат і вигод для певних технологій, які він оцінює. NICE також відіграє важливу роль в оцінці новаторських технологій в інших системах охорони здоров'я через NICE International, створений у травні 2008 року для полегшення культивування зв'язків з іноземними урядами.

## Політична історія
У 1996 був заснований Національний скринінговий комітет Великої Британії (англ. UK National Screening Committee, NSC). Першим головою був Сер Кеннет Кальман. НСК мав за мету забезпечити те, щоб національні скринінгові програми та механізм страхування ґрунтувались на інформованій політиці доказової медицини. Це було своєчасно, оскільки невдовзі з'явилися запитання з приводу якості скринінгу — вони стосувались служби скринінгу раку молочної залози у Ексетері, 1997 рік. Слідом пішли запитання по Звітові Кальман-Хайн 1995 року, що був результатом роботи експертної дорадчої групи 1994 року, яка оцінювала онкологічну службу Великої Британії.
Ідея про те, що спочатку було названо Національним інститутом клінічної якості вкоренилася, коли до влади у 1997 прийшли лейбористи. Секретар Френк Добсон за підтримки команди міністрів, серед яких були Алан Мілберн та Тесса Джовелл впроваджував ідею NICE. Riley led the team that developed the policy for NICE and which managed the legislation through Parliament in addition to formalising the new institute as a Special Health Authority. Riley joined Sir Michael Rawlins (the then recently appointed Chair of NICE) at the Health Select Committee in February 1999 where questions were raised as to whether NICE was just a means to "ration" healthcare. Sir Michael Rawlins presented a compelling case that positioned NICE as a standards setting body first and foremost. 
However, the reality was that although NICE was principally aimed at aligning professional standards through clinical guidelines and audit, the acceptability of drugs, devices and technological interventions in defining those standards, could not be ignored and so the concept of a "fourth hurdle" for drugs accessing the NHS market was invoked. This controversial policy shift meant that NICE was critical for decisions on drug reimbursement. Indeed, the first drug appraisal by NICE was on the drug Relenza which was turned down amidst criticisms from Glaxo-Wellcome that the appraisal had been fast tracked. Later, this policy development whereby the criteria for decision making, the role of costs, and the degree to which decisions of NICE and the secretary of state would be binding on clinicians was analysed by Andrew Dillon, Trevor Gibbs, Tim Riley, and Trevor A. Sheldon.

## Технологія оцінки
З січня 2005 року, NHS в Англії і Уельсі були юридично зобов'язані забезпечити фінансування ліків і методів лікування, рекомендованих колегією оцінки технологій NICE. Це відбулось, принаймні, частково в результаті набуття широкого розголосу аномалій внаслідок  лотереї поштових індексів. Через них деякі менш поширені методи лікування були профінансовані в деяких районах Великої Британії, але не в інших за рахунок рішень в місцевих NHS.
Before an appraisal, the Advisory Committee on Topic Selection (ACTS) draws up a list of potential topics of clinical significance for appraisal.  The Secretary of State for Health or the Welsh Assembly must then refer any technology so that the appraisal process can be formally initiated. Once this has been done NICE works with the Department of Health to draw up the scope of the appraisal.
NICE then invite consultee and commentator organisations to take part in the appraisal. A consultee organisation would include patient groups, organisations representing health care professionals and the manufacturers of the product undergoing appraisal. Consultees submit evidence during the appraisal and comment on the appraisal documents. Commentator organisations include the manufacturers of products to which the product undergoing appraisal is being compared. They comment on the documents that have been submitted and drawn up but do not actually submit information themselves.
An independent academic centre then draws together and analyses all of the published information on the technology under appraisal and prepares an assessment report. This can be commented on by the Consultees and Commentators. Comments are then taken into account and changes made to the assessment report to produce an evaluation report. An independent Appraisal Committee then looks at the evaluation report, hears spoken testimony from clinical experts, patient groups and carers. They take their testimony into account and draw up a document known as the 'appraisal consultation document'. This is sent to all consultees and commentators who are then able to make further comments. Once these comments have been taken into account the final document is drawn up called the 'final appraisal determination'. This is submitted to NICE for approval.
The process aims to be fully independent of government and lobbying power, basing decisions fully on clinical and cost-effectiveness. There have been concerns that lobbying by pharmaceutical companies to mobilise media attention and influence public opinion are attempts to influence the decision-making process. A fast-track assessment system has been introduced to reach decisions where there is most pressure for a conclusion.

## Клінічні настанови
NICE проводить оцінку найбільш відповідних режимів лікування для різних захворювань. Це має враховувати як бажані медичні наслідки (тобто найкращий результат для пацієнта), а також економічні аргументи щодо різних методів лікування.
Для розробки настанов NICE створив кілька Національних центрів співпраці (англ. National Collaborating Centres),  об'єднуючи фахівців з королівських медичних коледжів, професійних організацій та організацій пацієнтів / осіб, які потребують догляду.  Зокрема це Національний центр співпраці щодо раку (англ. National Collaborating Centre for Cancer), Національний центр клінічних настанов,  (англ. National Clinical Guideline Centre), Національний центр співпраці щодо здоров'я жінок та дітей (англ. National Collaborating Centre for Women and Children´s Health), та Національний центр співпраці щодо психічного здоров'я (англ. National Collaborating Centre for Mental Health).
Національний центр співпраці призначає Групу розробки настанов (англ. Guideline Development Group), чия робота полягає в тому, щоб працювати над розвитком клінічної настанови.
Ця група складається з фахівців медичної сфери, представників пацієнтів та осіб, які потребують догляду,  і технічних експертів. Вони разом оцінюють докази по темі настанови (наприклад, клінічні випробування продуктів-конкурентів) і готують проект настанови. Потім є два консультативні періоди, за які зацікавлені організації можуть коментувати проект. Після другого консультативного періоду Незалежна комісія з перегляду (англ. Guideline Review Panel) переглядає настанову та коментарі зацікавлених та забезпечує те, аби ці зауваження були взяті до уваги. Потім група розробки настанов допрацьовує рекомендації і Національний центр співпраці готує остаточні настанови. Це представляється NICE, який офіційно затверджує настанови. Станом на 2014 рік NICE підготував більше 200 різних настанови.

## Настанови з соціальної допомоги
Відповідно до Акту про медичну та соціальну допомогу 2012 року, NICE також відповідальний за розробку настанов та стандартів якості соціальної допомоги із застосування моделі, заснованої на доказах. Інститут проводить це через Центр співпраці у соціальній допомозі (англ. NICE Collaborating Centre for Social Care, NCCSC).
NICE receive referrals for social care guidance from the Department of Health and the Department for Education, and commission the guidance from the NCCSC.  NICE, along with the NCCSC, carry out a scoping exercise with a scoping group and with input from key stakeholders, at both a workshop and a public consultation, to ensure the guidance to be produced is focused and achievable.  A chairperson and members of the Guidance Development Group are appointed, and pose review questions which will enable systematic evidence reviews to take place, thus delivering the guidance and subsequent recommendations.  Service user and carer involvement takes place throughout, as well as public consultation on the draft guidance.
The Guidance Development Group then finalises the recommendations and the NCCSC produces the final guideline. This is submitted to NICE who then formally approve the guidance and publish it.  The entire process from pre-scoping to publication takes approximately 24 months.  The guidance is then available to NICE standing committees to develop a quality standard on the topic.  The quality standard is developed using the guidance and other accredited sources, to produce high-level concise statements that can be used for quality improvement by social care providers and commissioners, as well as setting out what service users and carers can expect of high quality social care services.
The NCCSC is unique within NICE, in that it is the only collaborating centre to have responsibility for the adoption and dissemination support for guidance and quality standards in the social care arena.  Drawing on the expertise of SCIE and their partners within the sector, each of the guidance products and quality standards have a needs assessment carried out to determine the requirements for tools to help embed the guidance and quality standards within the sector.  These can include tailored versions of guidance for specific audiences, costing and commissioning tools and even training and learning packages.
As of August 2013, NICE and the NCCSC have scheduled guidance delivery for 5 topics: domiciliary care, older adults with long-term conditions, transition between health and social care settings, transition from children's to adults' services and child abuse and neglect.

## Економічна ефективність
Як і в разі будь-якого фінансування системи охорони здоров'я, NHS має обмежений бюджет і величезну кількість можливих варіантів витрат. Необхідно зробити вибір щодо використання цього обмеженого бюджету. У межах оцінки медичних технологій проводяться економічні оцінки для порівняння економічної ефективності альтернативних дій та для і розгляду альтернативних витрат, пов'язаних з їх вибором. Суспільство вибирає використати обмежений бюджет NHS на ті варіанти лікування, які забезпечують найбільш ефективні результати. Так воно може гарантувати, що не втрачає через можливість покращення стану здоров'я за рахунок витрат на неефективні процедури та нехтуючи тими, які є більш ефективними.
NICE намагається оцінити економічну ефективність потенційних витрат у NHS для аналізу того чи вони є «кращою цінністю» грошей, ніж лікування, яке відкинуть у цьому випадку. Він оцінює економічну ефективність нових методів лікування на основі аналізу витрат і вигод пропонованого лікування по відношенню до наступної кращого лікування, яке використовується в даний час.

### Скориговані по якості роки життя
Настанови NICE підтримують використання скоригованих по якості років життя (Quality-adjusted life years - QALY) як основного результату для кількісної оцінки очікуваних переваг для здоров'я, пов'язані з даним режимом лікування. Шляхом порівняння теперішнього значення (див. дискаунтування) очікуваної тривалості QALY з та без лікування, або відносно до іншого лікування, the net/relative health benefit derived from such a treatment can be derived. When combined with the relative cost of treatment, this information can be used to estimate an incremental cost-effectiveness ratio (ICER), which is considered in relation to NICE's threshold willingness-to-pay value.
As a guideline rule, NICE accepts as cost-effective those interventions with an incremental cost-effectiveness ratio of less than £20,000 per QALY and that there should be increasingly strong reasons for accepting as cost-effective interventions with an incremental cost-effectiveness ratio of over a threshold of £30,000 per QALY.
Over the years, there has been great controversy as to what value this threshold should be set at. Initially, there was no fixed number. But the appraisal teams created a consensus amount of about £30,000. However, in November 2008 Alan Johnson, the then Secretary of State, announced that for end-of-life cancer drugs the threshold could be increased above £30,000.

The first drug to go through the new process was Lenalidomide, whose ICER was £43,800.

### Cost per quality-adjusted life year gained
A patient has a life-threatening condition and is expected to live on average for 1 year receiving the current best treatment which costs the NHS £3,000. A new drug becomes available that will extend the life of the patient by three months and improve his or her quality of life, but the new treatment will cost the NHS more than three times as much at £10,000. Patients score their perceived quality of life on a scale from 0 to 1 with 0 being worst possible health and 1 being best possible health. On the standard treatment, quality of life is rated with a score of 0.4 but it improves to 0.6 with the new treatment. Patients on the new treatment on average live an extra 3 months, so 1.25 years in total. The quality of life gained is the product of life span and quality rating with the new treatment less the same calculation for the old treatment, i.e. (1.25 x 0.6) less (1.0 x 0.4) = 0.35 QALY. The marginal cost of the new treatment to deliver this extra gain is £7,000 so the cost per quality life year gained is £7000/0.35 or £20,000. This is within the £20,000-£30,000 that is suggested by NICE to be the limit for drugs to be cost-effective. If the patient was expected to live only one month extra and instead of three then NICE would issue a recommendation not to fund.  The patient's Primary Care Trust could still decide to fund the new treatment, but if not, the patient would then have two choices. He or she could opt to take the free NHS standard treatment, or he or she may decide to pay out of pocket to obtain the benefit of the new treatment from a different health care provider. If the person has a private health insurance policy the person could check to see whether the private insurance provider will fund the new treatment. About 8% of the population has some private health insurance from an employer or trade association and 2% pay from their own resources.

### Basis of recommendations
Theoretically, it might be possible to draw up a table of all possible treatments sorted by increasing the cost per quality-adjusted life year gained. Those treatments with lowest cost per quality-adjusted life year gained would appear at the top of the table and deliver the most benefit per value spent and would be easiest to justify funding for. Those where the delivered benefit is low and the cost is high would appear at the bottom of the list. Decision makers would, theoretically, work down the table, adopting services that are the most cost effective. The point at which the NHS budget is exhausted would reveal the shadow price, the threshold lying between the CQG gained of the last service that is funded and that of the next most cost effective service that is not funded.
In practice this exercise is not done, but an assumed shadow price has been used by NICE for many years in its assessments to determine which treatments the NHS should and should not fund. NICE states that for drugs the cost per QALY should not normally exceed £30,000 but that there is not a hard threshold, though research has shown that any threshold is "somewhat higher" than being in the range £35,000 - £40,000.
The House of Commons Health Select Committee, in its report on NICE, stated in 2008 that "the (...) cost-per-QALY it uses to decide whether a treatment is cost-effective is of serious concern. The threshold it employs is not based on empirical research and is not directly related to the NHS budget, nor is it at the same level as that used by Primary Care Trusts (PCTs) in providing treatments not assessed by NICE, which tends to be lower. Some witnesses, including patient organisations and pharmaceutical companies, thought NICE should be more generous in the cost per QALY threshold it uses, and should approve more products. On the other hand, some PCTs struggle to implement NICE guidance at the current threshold and other witnesses argued that a lower level should be used. However, there are many uncertainties about the thresholds used by PCTs." It went on to recommend that "an independent body should determine the threshold used when making judgements of the value of drugs to the NHS."
Робота NICE привертає увагу багатьох груп, в тому числі лікарів, фармацевтичної промисловості та власне пацієнтів. NICE часто асоціюється з суперечками, бо потреба в прийнятті рішень на національному рівні, можуть вступати в протиріччя з тим, що є  (або вважається) найкращим в інтересах конкретного пацієнта.
Схвалені ліки від раку і методи лікування, такі як променева терапія і хіміотерапія фінансуються за рахунок NHS без будь-яких фінансових внесків від пацієнта. Якщо NICE схвалив лікування, NHS повинні фінансувати його. Але не всі методи лікування були оцінені NICE і застосування цих методів залежить від рішень місцевих NHS. Лікування проблем з фертильністю затверджено, але не завжди фінансується за рахунок клінічних груп із впровадження (clinical commissioning groups), які також можуть обмежувати кількість спроб. Якщо пацієнти бажають використовувати незатверджені методи, вони можуть платити за них самі.
NICE критикують за надто повільне прийняття рішень. Одного разу, Королівський національний інститут сліпих людей виказав обурення щодо його зволікання з прийняттям рішення про наступні рекомендації по двох препаратах проти макулодегенарації. Ці препарати вже були схвалені для використання в NSH. Однак Департамент охорони здоров'я вказав, що він  «ясно дав зрозуміти трастам первинної допомоги, що фінансування лікування не повинно затримуватись просто тому, що відсутні настанови NICE».
Деякі з найбільш суперечливих рішень NICE торкнулися донепезілу, галантаміну, рівастігміну та мемантину для лікування хвороби Альцгеймера та бевацізимабу, сорафенібу та  темсіролімусу проти раку нирки. Курси лікування цими препаратами дуже дорогі і NICE або відкинула, або обмежила їх використання  у NHS на підставі що вони економічно не ефективні.
Міністр тіньового уряду консерваторів одного разу критикував NICE щодо більших витрат на комунікації, ніж на оцінку. На свій захист, NICE повідомив велика частина його бюджету на комунікації було витрачено на інформування лікарів про затверджені препарати та нові настанови. Також інститут вказав, що справжня вартість оцінки препаратів складається наполовину з грошей  NICE і наполовину з Департаменту здоров'я. Якщо б це було додано до бюджету NICE, це б значно перевищило вартість комунікації.
У лютому 2015 р/ вийшов звіт Центру економіки охорони здоров'я Університету Йорка, написаний Карлом Клакстоном. У ньому було запропоновано більш ніж у двічі зменшити максимальний поріг для оцінки медицини економічно ефективною, в даний час це близько 30 000 £ на рік. Вони виявили, що будь-яке втручання вартістю понад £ 13 000 на скоригований за якістю рік життя ризикує принести більше шкоди, ніж користі, відмовляючи цим іншим пацієнтам у економічно ефективному лікуванні.
Надавно критикували підхід інституту до введення нової пероральної терапії гепатиту С. Софосбувір було затверджено 2015. Курс лікування тривалістю 12 тижнів коштує біля £30,000.  NHS Англії створили 22 оперативних мереж доставки аби забезпечити доставки препарата і пропонує фінансувати 10000 курсів лікування в 2016-17. Кожній з них було дано дозвіл на лікування певної кількості пацієнтів за певний час. Це найбільша нова одинична інвестиція NHS за цей рік. У Північно-східному Лондоні пацієнти з цирозом та фіброзом потрапляють на початок черги і три нові пацієнти Grahame Hayton Unit at the Royal London Hospital  починають лікування кожного місяця. Пацієнти без таких ускладнень можуть зіткнутись з суттєвими затримками у початку лікування.